# 福島県道125号保原桑折線
福島県道125号保原桑折線（ふくしまけんどう125ごう ほばらこおりせん）は、福島県伊達市内にある一般県道である。

## 路線概要
- 起点：伊達市保原町字泉町
- 終点：伊達市伏黒字西本場
- 総延長：3.415 km[1]
  - 実延長：総延長に同じ
- 路線認定年月日：1959年8月31日[2]

1887年に伊達郡桑折町の伊達郡役所西側から伏黒を経由し保原に至る「保原新道」を前身とする路線である。

### 道路施設
大正橋
新川橋
- 全長：29.0m
- 幅員：9.5m
- 竣工：1981年[4]

伊達市伏黒字東本場、字西本場に位置し、一級水系阿武隈川水系産ヶ沢川を渡る。橋上は上下対向2車線で供用され、上下線両側に歩道が設置されている。

## 通過する自治体
- 福島県
  - 伊達市

## 接続・交差する道路
- 国道399号（福島県道150号伊達霊山線重用区間）（保原町字泉町 起点）
- 国道4号（伏黒字西本場（伏黒入口交差点） 終点）

## 沿線
- 伏黒郵便局